# Кано
Кано (на английски: Kano) е вторият по население град в Нигерия с 3 848 885 жители (прибл. оценка 2007 г.) Главната народност в Кано е хауса. Градът разполага с летище, жп гара и университет. Кано се управлява от емир. Настоящият емир на Кано е на власт от 1963 г.